# HMS Preston (1757)

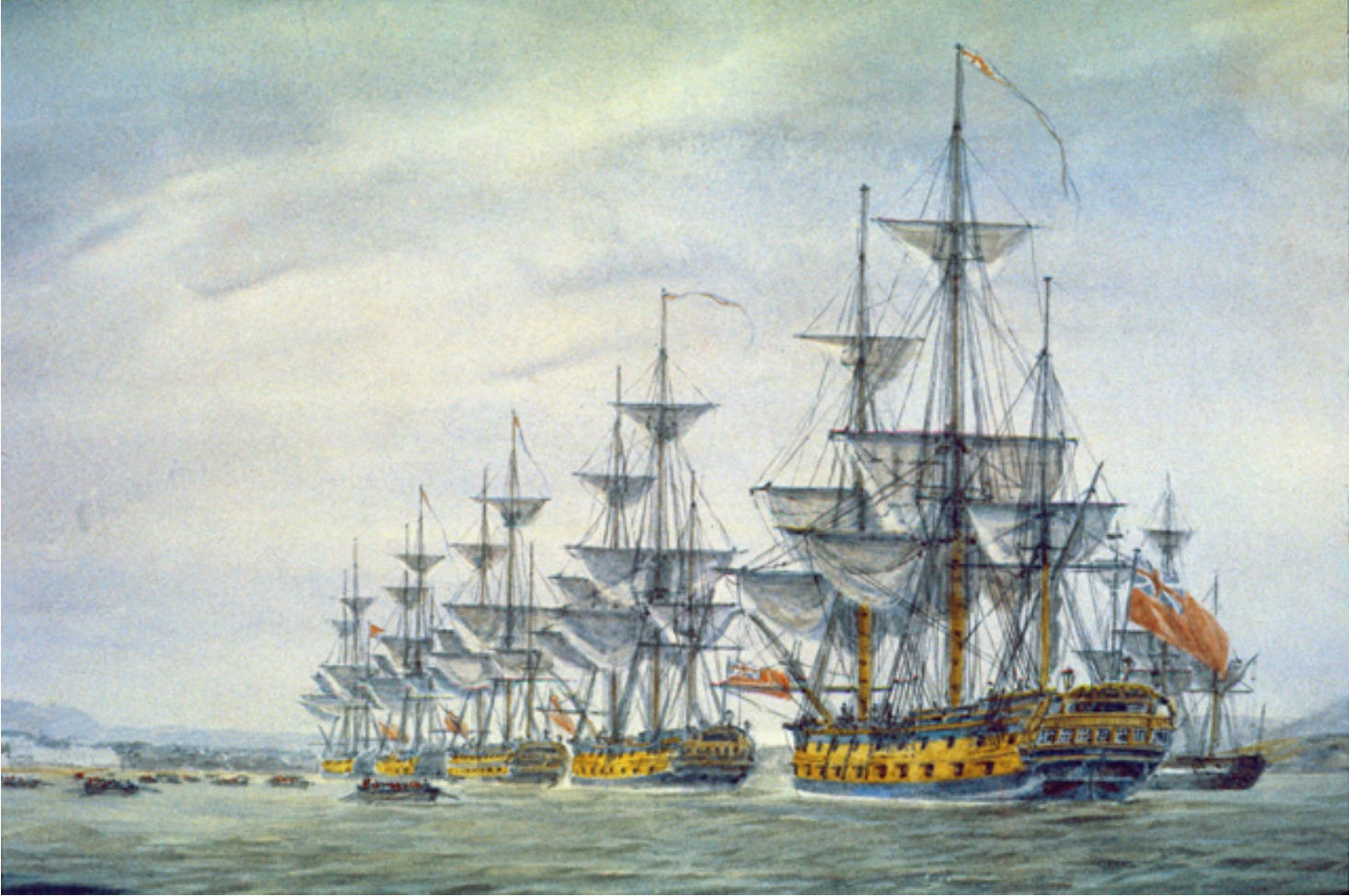
HMS Preston assistant a l'attaque de Rhode Island, le 8 décembre 1776, par Irwin John Bevan

Le HMS Preston est un vaisseau de ligne de quatrième rang de 50 canons rate de la Royal Navy britannique. Construit aux chantiers navals de Deptford Dockyard selon les plans prévus par le 1745 Establishment, il est lancé le 7 février 1757.
Il prend part aux opérations navales au large des côtes américaines pendant la guerre d'indépendance des États-Unis sous les ordres de William Hotham. Le 13 août 1778, détachée de son escadre au cours d'une tempête, elle rencontre le vaisseau français Marseillais de 74 canons, et le combat qui s'ensuit est indécis.
En 1785, le Preston est converti en ponton, avant d'être démantelé en 1815.

### Sources et bibliographie
- (en) Brian Lavery, The Ship of the Line, vol. 1 : « The development of the battlefleet 1650-1850 », Conway Maritime Press, 2003,  (ISBN 0-85177-252-8).